# Arroyo Sarandí (Arroyo Solís Grande)
Der Arroyo Sarandí ist ein im Süden Uruguays gelegener Fluss.
Er entspringt in der Cuchilla Grande  an der Grenze der Departamentos  Canelones und Lavalleja nahe der Kreuzung der Ruta 12 mit der Ruta 108. Von dort verläuft er zunächst in südöstliche, dann in südliche Richtung und mündet als rechtsseitiger Nebenfluss in den Arroyo Solís Grande. Er dient dabei auf seiner gesamten Wegstrecke als Grenzlinie zwischen den beiden Departamentos. 